# Вапнярня-Перша
Вапнярня-Перша (пол. Wapniarnia Pierwsza) — село в Польщі, у гміні Тшцянка Чарнковсько-Тшцянецького повіту Великопольського воєводства.
Населення — 101 особа (2011).
У 1975-1998 роках село належало до Пільського воєводства.

## Демографія
Демографічна структура станом на 31 березня 2011 року:
|          | Загалом | Допрацездатний вік | Працездатний вік | Постпрацездатний вік |
| -------- | ------- | ------------------ | ---------------- | -------------------- |
| Чоловіки | 56      | 10                 | 39               | 7                    |
| Жінки    | 45      | 8                  | 28               | 9                    |
| Разом    | 101     | 18                 | 67               | 16                   |